# Porcelana FC Cazengo
Porcelana FC Cazengo is een Angolese voetbalclub uit N'dalatando. De club promoveerde in 2012 naar de Girabola, 18 jaar nadat de laatste club uit de provincie Kwanza Norte degradeerde.
1° de Agosto ·
1° de Maio ·
Atlético Sport Aviação ·
Benfica Luanda ·
CR Caála · 
CD Huíla · 
GD Interclube · 
Kabuscorp SC ·
Recreativo do Libolo ·
Atlético Petróleos Namibe ·
Onze Bravos ·
Petro Atlético ·
Porcelana FC ·
Progresso do Sambizanga ·
GD Sagrada Esperança ·
Santos FC